# Калеево (сельское поселение Ярополецкое)
Калеево — деревня в Волоколамском районе Московской области России. Относится к Ярополецкому сельскому поселению, до реформы 2006 года относилась к Волоколамскому сельскому округу.

## Население
| 1852 | 1859 | 1926 | 2002 | 2006 | 2010 | 2013 |
| ---- | ---- | ---- | ---- | ---- | ---- | ---- |
| 45   | →45  | ↗65  | ↘0   | →0   | →0   | ↗1   |
| 2014 | 2015 | 2016 |      |      |      |      |
| →1   | →1   | →1   |      |      |      |      |

## Расположение
Деревня Калеево расположена примерно в 8,5 км к западу от города Волоколамска, на правом берегу небольшой реки Ятвинки (бассейн Иваньковского водохранилища). Ближайшие населённые пункты — деревни Тимонино, Захарьино и Голопёрово.

## Исторические сведения
В «Списке населённых мест» 1862 года Аннино (Калеево, Аннинское, Щекино) — владельческая деревня 2-го стана Волоколамского уезда Московской губернии по левую сторону Старицко-Зубцовского тракта от города Волоколамска до села Ярополча, в 3 верстах от уездного города, при безымянном ручье, с 8 дворами и 45 жителями (22 мужчины, 23 женщины).
По данным на 1890 год входила в состав Тимошевской волости Волоколамского уезда, число душ мужского пола составляло 9 человек.
В 1913 году — 10 дворов.
По материалам Всесоюзной переписи населения 1926 года — деревня Тимонинского сельсовета, проживало 65 жителей (26 мужчин, 39 женщин), насчитывалось 12 крестьянских хозяйств.
С 1929 года — населённый пункт в составе Волоколамского района Московской области.